# Pareuthymia fusca
Pareuthymia fusca är en insektsart som beskrevs av Willemse, C. 1930. Pareuthymia fusca ingår i släktet Pareuthymia och familjen gräshoppor. Inga underarter finns listade i Catalogue of Life.